# Canali di Marte

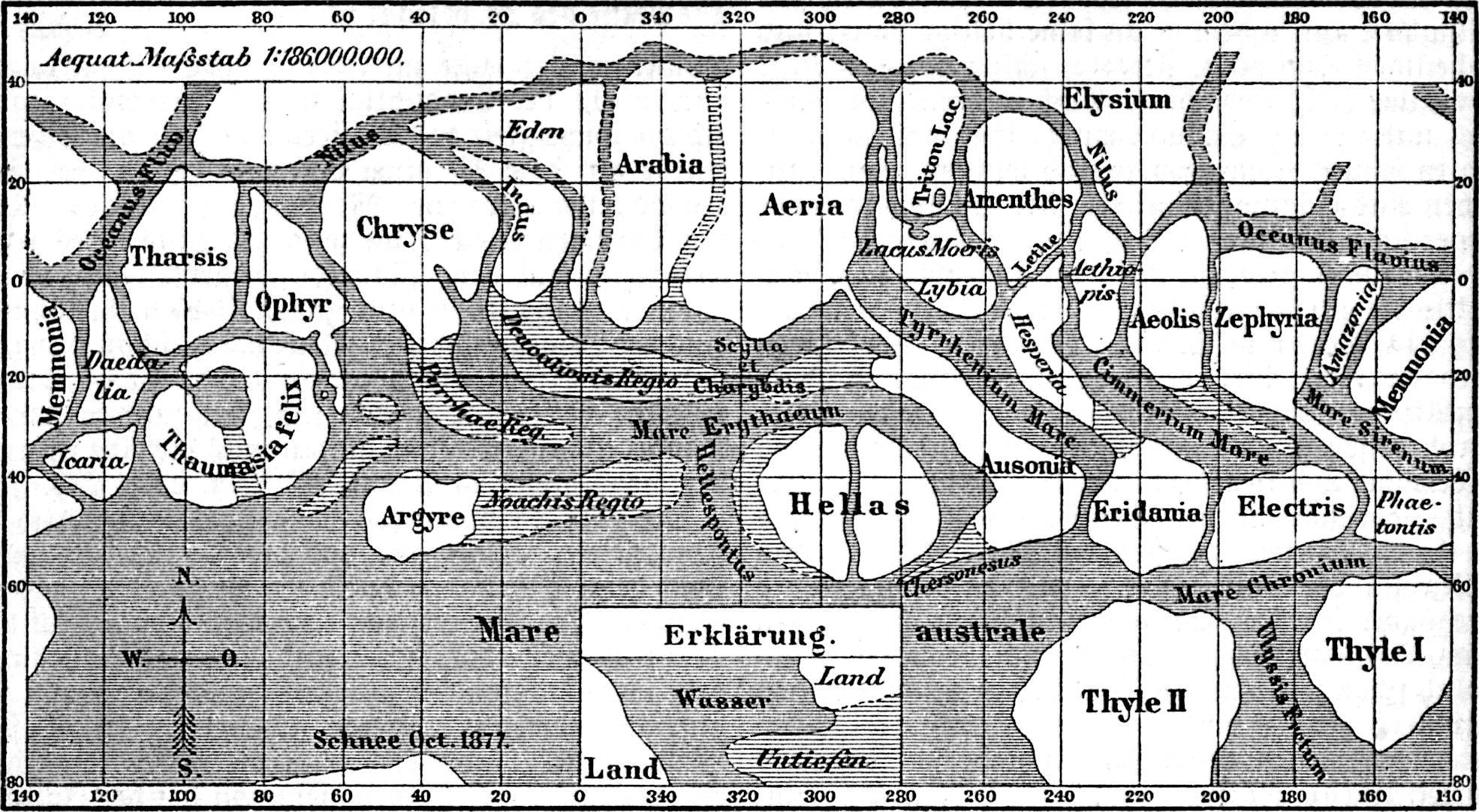
La mappa di Marte pubblicata da Schiaparelli nel 1890. Le depressioni scure denominate (in latino) "mari" e "oceani" sono i canali.

I cosiddetti canali di Marte sono una serie di presunte strutture geologiche individuate sulla superficie del pianeta Marte da Giovanni Virginio Schiaparelli verso la fine del XIX secolo e divenute ben presto famose, dando origine a una ridda di ipotesi, polemiche, speculazioni e folclore sulle possibilità che il pianeta rosso potesse ospitare forme di vita senzienti.
Tra i più influenti assertori dell'ipotesi sulla natura artificiale dei canali vi fu l'astronomo statunitense Percival Lowell, che rese popolare il concetto presso l'opinione pubblica. Da allora i canali marziani (e i loro ipotetici costruttori) divennero un elemento di innumerevoli opere di fantascienza avventurosa.
I controversi "canali" di Schiaparelli si dimostrarono in realtà delle illusioni ottiche. Benché le analisi spettroscopiche (a partire da quelle di William Wallace Campbell) avessero già escluso la presenza di acqua ed ossigeno sulla superficie del pianeta, solo le prime foto scattate dalla sonda spaziale Mariner 4 nel 1965 e la prima mappatura realizzata da Mariner 9 nel 1971 misero definitivamente fine a questa idea, rivelando una superficie arida e desertica, butterata da crateri da impatto, profonde incisioni e formazioni di origine vulcanica.
Le missioni spaziali hanno offerto indizi dell'esistenza passata di acqua allo stato liquido sulla superficie di Marte. Tuttavia le teorie che vedevano la rete di canali marziani come letti asciutti di fiumi vennero confutate dalle fotografie ad alta risoluzione del Mars Global Surveyor, scattate dal 1997 al 2001: nonostante siano visibili reti complesse apparentemente dotate di affluenti e corsi principali, non sono state scoperte sorgenti o reti in scala inferiore che possano giustificare l'origine di ipotetici corsi d'acqua di grande portata.

## La scoperta di Schiaparelli

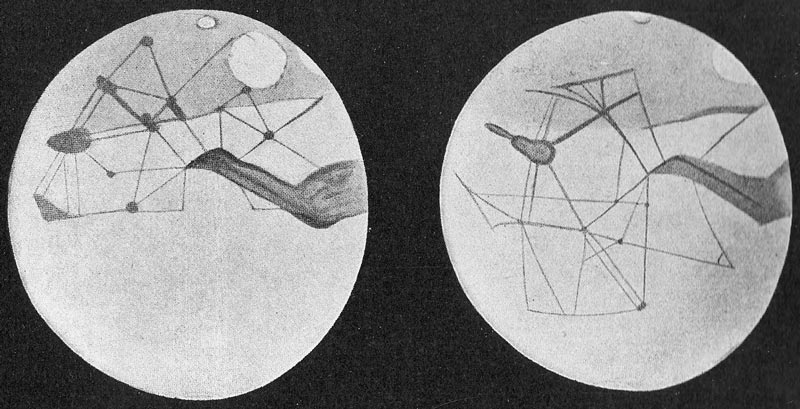
La rete artificiale di canali ipotizzata da Percival Lowell

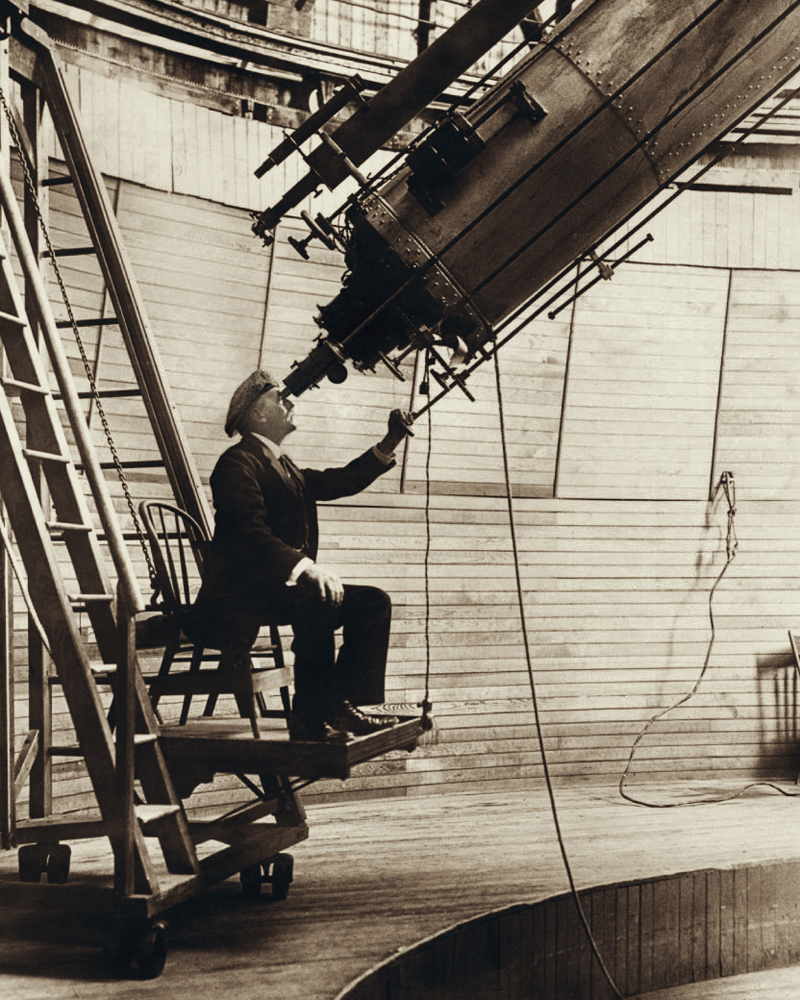
Percival Lowell all'osservatorio Lowell (1914)

L'astronomo italiano Giovanni Virginio Schiaparelli, all'epoca direttore dell'Osservatorio astronomico di Brera, utilizzando un nuovo telescopio rifrattore Merz da 218 millimetri, condusse a partire dalla grande opposizione dell'agosto 1877 numerose osservazioni del pianeta Marte che lo resero famoso e rimasero molto popolari presso il grande pubblico. Schiaparelli le compendiò in tre pubblicazioni: Il pianeta Marte (1893), La vita sul pianeta Marte (1895) e Il pianeta Marte (1909). Schiaparelli osservò sulla superficie del pianeta una fitta rete di strutture lineari che chiamò "canali".
L'autore scriveva:
(Schiaparelli, 1895)
Dato che in osservazioni successive la rete dei canali sembrava diversa, dando l'impressione di estendersi, ritirarsi e addirittura sdoppiarsi in due canali paralleli, Schiaparelli ipotizzò che avesse luogo un fenomeno di "geminazione" dei canali, influenzato dai cambiamenti stagionali, per analogia con i fenomeni terrestri. L'astronomo aveva infatti osservato cambiamenti meteorologici nel pianeta rosso e notato variazioni nelle zone polari; ritenne dunque che i canali avessero la funzione di trasportare l'acqua di scioglimento delle calotte polari sulla superficie di un pianeta altrimenti arido (ben poche erano infatti le nubi che si potevano osservare).
Schiaparelli, piuttosto cauto almeno in un primo momento, non sostenne che si dovesse trattare per forza di canali artificiali, ma lasciò intendere piuttosto che avrebbero potuto anche essere una rete idrografica naturale, sebbene avesse pensato subito alla possibilità di un Marte abitato da esseri intelligenti.
La maggior parte delle speculazioni sull'esistenza di una civiltà aliena su Marte fu favorita da un'errata traduzione in inglese e francese del lavoro di Schiaparelli: la parola «canale» fu tradotta con il termine «canal» invece del più corretto «channel». Mentre il primo indica un canale artificiale, il secondo termine definisce una conformazione del terreno che può essere anche di origine naturale.

## I "canali" artificiali secondo Lowell

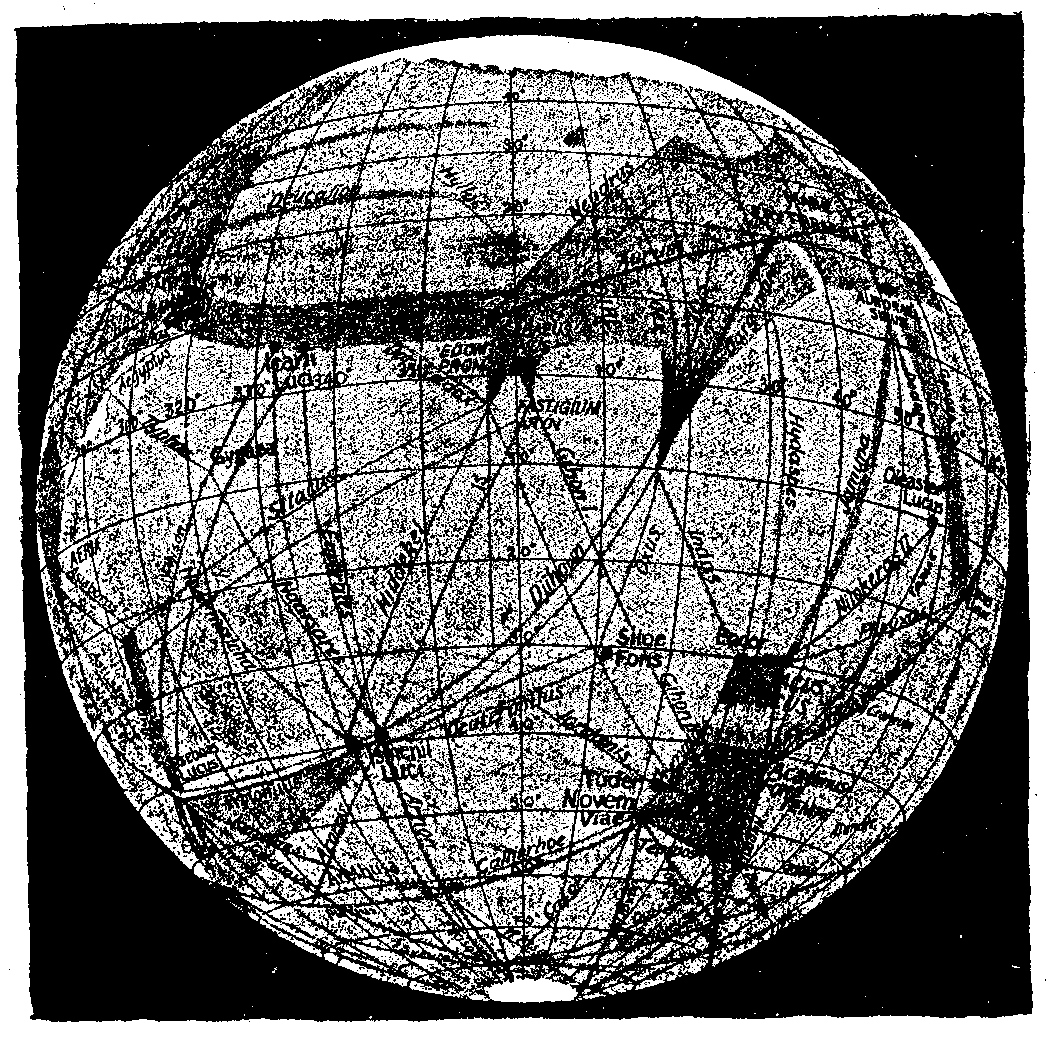
Illustrazione di Marte e dei suoi canali di Percival Lowell, che rappresenta il pianeta per come fu visto all'osservatorio di Flagstaff (dalla voce "Marte" dell'Encyclopædia Britannica, 11ª edizione, 1911).

L'astronomo statunitense Percival Lowell, seppure inizialmente dubbioso, divenne ben presto uno dei più ferventi sostenitori della natura artificiale dei canali marziani, conducendo una dettagliata serie di osservazioni a sostegno dell'ipotesi che i canali fossero delle imponenti opere di ingegneria idraulica progettate dai marziani per meglio gestire le scarse risorse idriche del loro pianeta.
Lowell volle contribuire a svelare l'affascinante mistero fondando un avanzato osservatorio privato a Flagstaff, munito dapprima di un telescopio da 450 mm, poi da 600 mm di diametro. Lowell aveva preso la decisione di studiare il pianeta Marte e interessarsi all'astronomia a tempo pieno proprio dopo aver letto il libro di Camille Flammarion La planète Mars et ses conditions d'habitabilité, e nel perseguire questo obiettivo si servì dei propri ingenti mezzi finanziari e della propria influenza.
Intrattenne con Schiaparelli una fitta corrispondenza, sebbene a volte le sue idee contrastassero con quelle del collega italiano.
Lowell pubblicò le sue osservazioni in tre libri: Mars (1895), Mars and Its Canals, (1906), Mars As the Abode of Life (1908). In questo modo egli dette origine alla credenza, perdurata poi a lungo, che il pianeta Marte avesse, un tempo, ospitato forme di vita intelligente. Le mappe di Marte disegnate da Lowell rimasero, in ogni caso, le più dettagliate per oltre trent'anni.
Il lavoro di Lowell comprende una dettagliata descrizione di ciò che egli definì le "configurazioni non naturali" della superficie del pianeta, includendo in particolare un completo resoconto dei "canali", singoli e doppi, delle "oasi" - come egli definì le zone scure alla loro intersezione - e delle variazioni di visibilità di entrambi, parzialmente dipendenti dalle stagioni marziane. Egli sostenne la tesi che i canali fossero stati costruiti da esseri intelligenti col proposito di gestire al meglio le insufficienti risorse idriche del pianeta. Lowell, differentemente da Schiaparelli, ipotizzò un pianeta coperto di vegetazione.

## Altre osservazioni
Tra gli astronomi che osservarono gli ormai caratteristici canali marziani si ricordano anche Henri Joseph Perrotin e Louis Thollon di Nizza. Nacque così l'immagine di un mondo vecchio (contrapposto ad una Terra di mezza età e a Venere primitiva), dove la siccità aveva costretto la matura civiltà marziana ad immense opere di canalizzazione: un topos che avrà notevole successo nella fantascienza.
Per lungo tempo si ritenne che Marte fosse un pianeta coperto di vegetazione e alcuni mari. I cambiamenti stagionali di Marte infatti causano una riduzione delle calotte polari d'estate e creano ampie macchie scure sulla sua superficie. Tuttavia le osservazioni al telescopio non erano in grado di confermare tali speculazioni: al progredire della qualità dei telescopi si assisteva ad una riduzione dei canali. Nel 1909 Camille Flammarion con un telescopio di 840 mm osservò disegni irregolari ma nessun canale.

## Controversie e confutazione

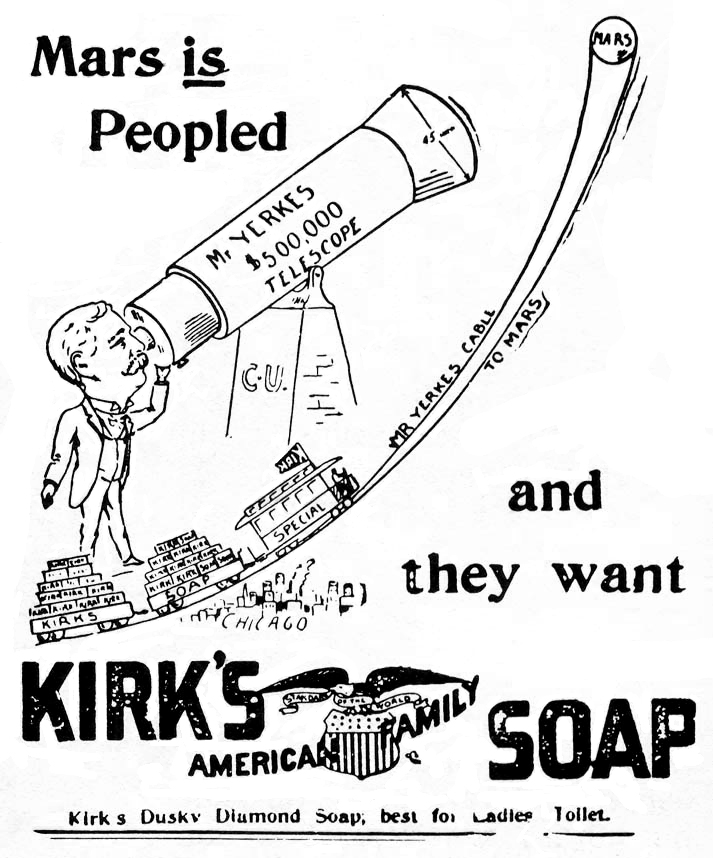
Pubblicità del 1893 da un quotidiano di Chicago per il sapone "Kirk's Soap". La pubblicità gioca sull'apertura in quell'anno all'osservatorio di Yerkes di un telescopio rifrattore da 1 metro di diametro (il più grande del mondo di quel tipo) e sull'idea che Marte sia popolato da vita intelligente.

L'esistenza dei canali fu oggetto di una vivace polemica e fu contestata da numerosi scienziati. A partire dall'ultima grande opposizione del secolo (1894) i pareri critici assunsero via via maggiore consistenza, visto anche che la tecnologia dei telescopi nel frattempo era migliorata. Fu un altro astronomo italiano, Vincenzo Cerulli, il primo ad avanzare l'ipotesi che le strutture di Schiaparelli fossero illusioni ottiche, come in effetti fu successivamente dimostrato. Dello stesso parere gli astronomi inglesi Richard Anthony Proctor ed Edward Walter Maunder; quest'ultimo condusse anche degli esperimenti visivi al fine di dimostrare la natura illusoria dei canali.
L'astronomo greco Eugenios Michael Antoniadi (che in un primo tempo aveva sostenuto l'ipotesi dei canali) durante la grande opposizione del 1909, utilizzando il potente telescopio da 830 millimetri dell'osservatorio di Meudon, alla periferia di Parigi (il terzo maggior telescopio rifrattore del mondo), dimostrò che le linee chiamate canali erano un effetto ottico che derivava dall'unione di più punti operata dall'occhio umano. Riguardo alle sue osservazioni della notte del 20 settembre 1909 scrisse:
Il naturalista inglese Alfred Russel Wallace, nel libro Is Mars Habitable? del 1907, criticò aspramente le tesi di Lowell, affermando che la temperatura e la pressione atmosferica del pianeta erano troppo basse perché potesse esistere acqua in forma liquida, e che tutte le analisi spettroscopiche effettuate fino a quel momento avevano escluso la presenza di vapore acqueo nell'atmosfera marziana. L'astronomo William Wallace Campbell, pioniere della spettroscopia, dimostrò infatti con le proprie analisi che sul pianeta rosso non esistevano in superficie né acqua né ossigeno, mettendo fine alla discussione scientifica sull'argomento. Il pianeta rosso era inabitabile.
I canali rimasero, in ogni caso, presenti nell'immaginario popolare, grazie soprattutto alle numerose storie di fantascienza ambientate sul pianeta rosso, almeno fino a che le prime foto scattate dalla sonda spaziale Mariner 4 della NASA nel 1965 e la prima mappatura realizzata da Mariner 9 nel 1971 mostrarono all'opinione pubblica mondiale la vera natura della superficie di Marte, arida e desertica, butterata da crateri da impatto, profonde incisioni e formazioni di origine vulcanica.
La presenza di ghiaccio d'acqua su Marte è largamente testimoniata nei sedimenti delle regioni polari, sotto le calotte di anidride carbonica e sotto forma di permafrost, fino a 3 km di profondità. Le analisi delle sonde automatiche sul pianeta hanno confermato che per lunghi periodi il pianeta fu percorso da fiumi e che ampie distese furono sommerse, forse anche per un miliardo d'anni. Le analisi svolte dalla sonda Mars Express hanno rivelato che il ghiaccio presente al polo sud, se sciolto, potrebbe coprire la superficie del pianeta con nove metri d'acqua. Comunque il ghiaccio presente al polo sud non è sufficiente a spiegare le estese erosioni della superficie e quindi gli scienziati stanno ricercando altri depositi d'acqua o altri fenomeni che possano spiegare le erosioni della superficie.

## I canali nella fantascienza
(Philip K. Dick, Noi marziani, 1964)
Sebbene il concetto dei canali fosse disponibile sin dalla loro descrizione di Schiaparelli del 1877, le prime opere di fantasia ambientate sul pianeta rosso omettono tali caratteristiche. I canali di Marte non vengono menzionati, ad esempio, ne La guerra dei mondi di H. G. Wells (1897), che descrive un pianeta rosso che si sta prosciugando lentamente, geloso delle risorse della Terra, ma possiede oceani in abbassamento simili a quelli descritti nelle mappe di Schiaparelli. I successivi romanzi e racconti, influenzati dalle opere di Lowell, descrivevano un Marte sempre più arido e i canali divennero una caratteristica sempre più importante, benché fossero spiegati in maniera molto diversa a seconda dell'autore. Dopo il 1965 e le foto della missione Mariner IV i canali scomparvero anche dalla fantascienza, per essere ripresi più di recente da alcune opere del filone steampunk, volutamente ispirate alle vecchie, nostalgiche storie di un pianeta rosso abitabile.

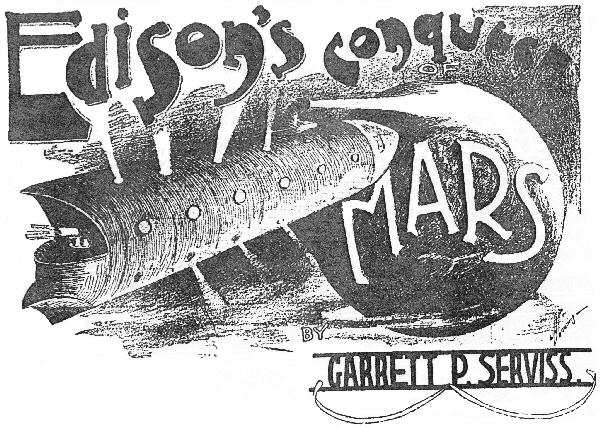
Copertina di Edison's Conquest of Mars (1898; illustrazione G. Y. Kauffman) scritto da Garrett P. Serviss, un seguito non autorizzato de La guerra dei mondi di Wells

- L'uomo di Marte (L'Homme de Mars, 1887) è un racconto di Guy de Maupassant.
- Edison's Conquest of Mars (1898)[15] di Garrett P. Serviss (una edisonata, seguito non autorizzato de La guerra dei mondi di Wells) menziona ripetutamente i canali di Schiaparelli (che hanno un ruolo chiave nello scioglimento della trama), ma non li descrive in dettaglio, considerandoli in apparenza dei semplici canali di irrigazione analoghi a quelli sulla Terra, ignorando il fatto che, in tal caso, ben difficilmente sarebbero stati visibili dalla Terra. Il Marte descritto da Serviss ha inoltre laghi e oceani.
- A Honeymoon in Space (1900)[16] dell'irlandese George C. Griffith descrive i canali come resti dei golfi e degli stretti "resi più ampi e profondi dalla... laboriosità marziana".[17]
- L'influente romanzo Sotto le lune di Marte (A Princess of Mars, 1912)[18] di Edgar Rice Burroughs descrive un Marte quasi interamente, con solo una piccola parte di acqua liquida sulla superficie (benché foreste e paludi appaiano nei seguiti). I canali, o vie d'acqua come lei chiama Burroughs, sono sempre opere di irrigazione, ma sono circondate da ampi tratti di terreni coltivati così da rendere la loro visibilità in qualche modo credibile.
- Come vengono costruiti i canali di Marte (How the Martian Canals Are Built, 1916) è uno dei nove racconti su Marte scritti da Hugo Gernsback che fanno parte della serie Baron Münchhausen's New Scientific Adventures, un seguito delle avventure del Barone di Münchhausen.
- Che cosa ci insegnano i canali di Marte (Was lehren uns die Marskänale, 1922) è un romanzo di Egon Friedell.
- Outlaws of Mars (1933)[19] di Otis Adelbert Kline descrive molteplici canali paralleli, circondati da mura e terrazze, e descrive la costruzione dei canali da parte di macchine marziane.
- In Lontano dal pianeta silenzioso (Out of the Silent Planet, 1938) di C. S. Lewis, i "canali" (handramit in lingua marziana) sono effettivamente enormi spaccature nella superficie di un Marte deserto e quasi senz'aria, in cui l'unica atmosfera respirabile e l'acqua sono raccolte dove la vita è possibile, con il resto di Marte completamente morto.
- Il segreto di Sinharat (The Secret of Sinharat, 1949) e il seguito Il popolo del talismano (People of the Talisman, 1951; entrambi raccolti in italiano ne I canali di Marte, o La strada per Sinharat) di Leigh Brackett sono due delle più celebri avventure del terrestre Eric John Stark; sono ambientate in un Marte inaridito e morente, cosparso di rovine di antiche città misteriose solcate da rossi, cupi canali prosciugati[20] e costituiscono un classico esempio del filone del planetary romance.
- Nelle Cronache marziane (The Martian Chronicles, 1950) di Ray Bradbury i canali sono vie d'acqua artificiali, strette tra rive di pietra, riempite d'acqua blu, o di qualcosa definito poeticamente "liquori verdi" o "vino color lavanda".  Bradbury ha rivisitato i canali di Marte nel suo racconto La città perduta di Marte (The Lost City of Mars) del 1967.
- Nella produzione per la radio della BBC intitolata Journey into Space: The Red Planet (1954-1955), i canali sono vallate piene di enormi piante che ricordano del rabarbaro gigante.
- I canali di Marte è il titolo italiano del romanzo The Waiting World di Lionel Fanthorpe del 1957.
- Il pianeta rosso descritto nel gioco di ruolo steampunk Space: 1889 (1988) è attraversato in lungo e in largo da canali artificiali che sostengono città abitate dall'antica civiltà dei canali di Marte.
- Il videogioco Ultima: Martian Dreams (1991) ha una trama steampunk basata su una spedizione vittoriana su Marte. I canali giocano un ruolo molto importante dal momento che il protagonista deve trovare un modo per riempirli nuovamente utilizzando il ghiaccio delle calotte polari.